# Kleinheubach
Kleinheubach település Németországban, azon belül Bajorországban. Lakosainak száma 3753 fő (2023. december 31.). Kleinheubach Großheubach, Miltenberg, Rüdenau, Michelstadt és Laudenbach (Unterfranken) községekkel határos.

## Népesség
A település népessége az elmúlt években az alábbi módon változott:
| Lakosok száma | 2879 | 2761 | 3671 | 3634 | 3643 | 3693 | 3698 | 3769 | 3698 | 3753 |
|               | 1975 | 1987 | 2012 | 2013 | 2014 | 2016 | 2017 | 2019 | 2022 | 2023 |